# Малый Кереч
Малый Кереч — река в России, протекает в Белохолуницком районе Кировской области. Устье реки находится в 11 км по левому берегу реки Кереч. Длина реки составляет 18 км.
Исток реки на Верхнекамской возвышенности в 10 км к северо-западу от села Климковка (Кировская область) и в 24 км к северо-востоку от города Белая Холуница. Река течёт на северо-восток по ненаселённому, заболоченному лесному массиву.

## Данные водного реестра
По данным государственного водного реестра России относится к Камскому бассейновому округу, водохозяйственный участок реки — Вятка от истока до города Киров, без реки Чепца, речной подбассейн реки — Вятка. Речной бассейн реки — Кама.
По данным геоинформационной системы водохозяйственного районирования территории РФ, подготовленной Федеральным агентством водных ресурсов:
- Код водного объекта в государственном водном реестре — 10010300212111100030542
- Код по гидрологической изученности (ГИ) — 111103054
- Код бассейна — 10.01.03.002
- Номер тома по ГИ — 11
- Выпуск по ГИ — 1